# Kojot preriowy
Kojot preriowy, kojot, kujot, wilk preriowy Ameryki Północnej (Canis latrans) – gatunek drapieżnego ssaka z rodziny psowatych (Canidae) o wyglądzie pośrednim między małym wilkiem a szakalem. Ma bardziej krępą budowę, krótszą szyję i ostrzejszy pysk niż wilk europejski. Zamieszkuje obszary od Alaski do Panamy. Wyróżnia się ok. 19 podgatunków kojota.

## Taksonomia
Gatunek po raz pierwszy zgodnie z zasadami nazewnictwa binominalnego opisał w 1823 roku amerykański przyrodnik Thomas Say umieszczając nowy gatunek w rodzaju Canis i nadając mu epitet gatunkowy latrans. Miejsce typowe to stan Nebraska, Stany Zjednoczone. Holotyp nieznany, być może znajduje się w zbiorach Academy of Natural Sciences of Drexel University. 
Autorzy Illustrated Checklist of the Mammals of the World rozpoznają 19 podgatunków. 

## Rozmieszczenie geograficzne
Kojot preriowy występuje w zależności od podgatunku:
- C. latrans cagottis – południowo-wschodni Meksyk
- C. latrans clepticus – Meksyk (Kalifornia Dolna) i Stany Zjednoczone (Kalifornia)
- C. latrans dickeyi – Salwador, zachodni Honduras, Nikaragua, Kostaryka i Panama
- C. latrans frustror – Stany Zjednoczone (Missouri, Kansas, część Oklahomy i wschodni Teksas)
- C. latrans goldmani – Meksyk, Belize i Gwatemala
- C. latrans hondurensis – wschodni Honduras
- C. latrans impavidus – zachodni Meksyk
- C. latrans incolatus – Stany Zjednoczone (Alaska) i północno-zachodnia Kanada
- C. latrans jamesi – Meksyk (Tiburón i Kalifornia Dolna)
- C. latrans latrans – południowa Kanada i Stany Zjednoczone (Wielkie Równiny)
- C. latrans lestes – południowo-zachodnia Kanada i zachodnie Stany Zjednoczone
- C. latrans mearnsi – północno-zachodni Meksyk i południowo-zachodnie Stany Zjednoczone
- C. latrans microdon – północno-wschodni Meksyk i południowe Stany Zjednoczone (południowy Teksas)
- C. latrans ochropus – zachodnie Stany Zjednoczone
- C. latrans peninsulae – Meksyk (południowa Kalifornia Dolna)
- C. latrans texensis – południowe Stany Zjednoczone (zachodni Teksas i Nowy Meksyk)
- C. latrans thamnos – północno-środkowa Kanada i wschodnie Stany Zjednoczone
- C. latrans umpquensis – Stany Zjednoczone (północno-zachodnie wybrzeże)
- C. latrans vigilis – południowo-zachodni Meksyk

## Charakterystyka
Długość ciała samców i samic 74–94 cm, długość ogona samców 29–36,3 cm, samic 26–34,3 cm; masa ciała samców 7,8–15,8 kg, samic 7,7–14,5 kg. Prawie cały tułów kojotów pokryty jest szarym włosem szerstnym o długości dochodzącej do 10 cm, którego część szczytowa ma ochronny kolor czarny. Ogon jest również pokryty gęstym włosem o zabarwieniu czarnym. Skóra i futro wykorzystywane jest w futrzarstwie.

## Kojot w mitologii i kulturze nowej epoki
Indianie często nazywali kojota „małym wilkiem”. W niektórych wierzeniach indiańskich kojot przedstawiany był jako stworzyciel świata.